# Peleinae
Peleinae outrora foi considerada uma subfamília dos bovídeos, formada pelo gênero Pelea, dos riboques. Foi descrita em 1872 por John Edward Gray.
O gênero Pelea já foi incluído na tribo Antilopini e depois em Neotragini, na subfamília Antilopinae. Também fez parte das antigas subfamílias Caprinae e Reduncinae. Além disso, teve sua própria tribo, Peleini, dentro da antiga subfamília Hippotraginae e, depois, dentro de Reduncinae. Por fim, Pelea integrou a subfamília Peleinae.
Entretanto, com base em estudos filogenéticos mais recentes, Pelea faz parte da tribo Reduncini, dentro da subfamília Antilopinae, não tendo mais tribo ou subfamília própria.